# 최동석 (정치인)
최동석(崔東錫, 1966년 12월 26일 ~ )은 대한민국의 제5·8·9대 경상남도 김해시의원이다. 경상남도 김해군 장유면 출생이다.

## 학력
- 1973.3~1979.2 장유국민학교 53회 졸업
- 1979.3~1982.2 장유중학교 32회 졸업
- 1982.3~1985.2 김해고등학교 9회 졸업
- 1985.3~1991.2 중앙대학교 수학과 학사
- 1991.3~1993.2 중앙대학교 대학원 수학과 석사

## 경력
- (사)제25대 장유청년회의소 회장
- 김해시 생활체육협의회 이사
- 장유면 체육회 이사
- 장유면 생활체육협의회 이사
- 장유면 피구클럽 명예회장
- 관동중학교 운영위원회 운영위원장
- 김해고등학교 총동창회 섭외이사
- 김해 YMCA사회복지위원회 운영위원
- 희망21 김해포럼운영위원회 운영위원
- 가야 세계문화축전 추진위원회 위원
- 열린우리당 경상남도당 김해시 을 청년위원장
- 열린우리당 경상남도당 사회복지특별위원회 김해시 위원장
- ㈜부창건설 대표이사
- 2006.7~2010.6 제5대 경상남도 김해시의회 의원
- 2006.7~2008.7 제5대 경상남도 김해시의회 전반기 운영위원회 간사
- 2006.7~2008.7 제5대 경상남도 김해시의회 전반기 총무위원회 위원
- 2006.7~2008.7 제5대 경상남도 김해시의회 전반기 예산결산특별위원회 위원
- 2008.7~2010.6 제5대 경상남도 김해시의회 후반기 총무위원회 위원
- 2008.7~2010.6 제5대 경상남도 김해시의회 후반기 예산결산특별위원회 위원
- 대청고등학교 운영위원장
- 김해장유자립센타(Dpi) 운영위원
- 김해장유자립센타(Dpi) 고문
- 김해시 공직자 윤리위원회 부원장
- 민주평화통일정책자문회의 자문위원
- 장유면 발전협의회 고문
- 장유면체육회 고문
- 2017. 4. 12. 보궐선거 지원준비 기획단장
- (사)한국여성유권자연맹 김해지부 자문위원
- 장유대우도서관 자문위원
- 장유면 수정교회 노인대학 고문
- 김해교육청 학교운영위원장협의회 자문위원
- 제19대 대통령 선거 문재인 후보 김해시 을 공동선거대책본부장
- 더불어민주당 경상남도당 김해시 을 지역위원회 상무위원
- 더불어민주당 경상남도당 김해시 을 지역위원회 부위원장
- 더불어민주당 경남도당 문화관광진흥특별위원장
- 노무현재단 후원인
- 뚤레뚤레 고문
- 자치분권개헌 경남본부 김해시 공동본부장
- 2018.7~2022.6 제8대 경상남도 김해시의회 의원
- 2018.7~2020.7 제8대 경상남도 김해시의회 전반기 의회운영위원회 위원
- 2018.7~2020.7 제8대 경상남도 김해시의회 전반기 도시건설위원회 간사
- 2018.7~2020.7 제8대 경상남도 김해시의회 전반기 예산결산특별위원회	위원
- 2018.8~2020.9 제8대 경상남도 김해시의회 김해신공항대책행정사무조사특별위원회 위원
- 2020.7~2022.6 제8대 경상남도 김해시의회 후반기 도시건설위원회 위원장
- 2020.7~2022.6 제8대 경상남도 김해시의회 후반기 예산결산특별위원회 위원
- 2022.7~2023.11 제9대 경상남도 김해시의회 의원
- 2022.7~2023.11 제9대 경상남도 김해시의회 전반기 사회산업위원회 위원
- 2022.7~2023.11 제9대 경상남도 김해시의회 전반기 예산결산특별위원회 위원

## 의원직 상실
- 2023년 11월 23일 '재산 축소 신고' 최동석 김해시의원 당선무효 확정…의원직 상실

## 역대 선거 결과
|  | 16.81% |

|  | 36.76% |

|  | 33.16% |